# ضاحية سالم
سالم رمزها «SA» (بالإنجليزية: Salem)‏ ، هو تقسيم إداري لدولة الهند تتبع ولاية تاميل نادو (بالإنجليزية: Tamil  Nadu)‏ ، مركزها هو مدينة سالم (تاميل نادو) (بالإنجليزية: Salem)‏ عدد سكانها حسب تعداد سنة 2001 هو 2,992,754 ، مساحتها 5,220 كم² وكثافة السكان 573 لكل كم² .